# مارک آنتونی (خواننده)
مارکو آنتونیو مونیز (به اسپانیایی: Marco Antonio Muñiz) (زاده ۱۶ سپتامبر، ۱۹۶۹) که با نام مارک آنتونی شناخته می‌شود، خواننده، آهنگساز و بازیگر پورتوریکویی - آمریکایی است که همواره از او به عنوان یکی از بهترین خوانندگان سبک سالسا نام برده می‌شود.
او برنده دو جایزه گرمی و چهار جایزه لاتین گرمی است و بیش از سی میلیون نسخه از آلبوم‌هایش در سراسر جهان فروخته شده‌است.

## مارک آنتونی و جنیفر لوپز

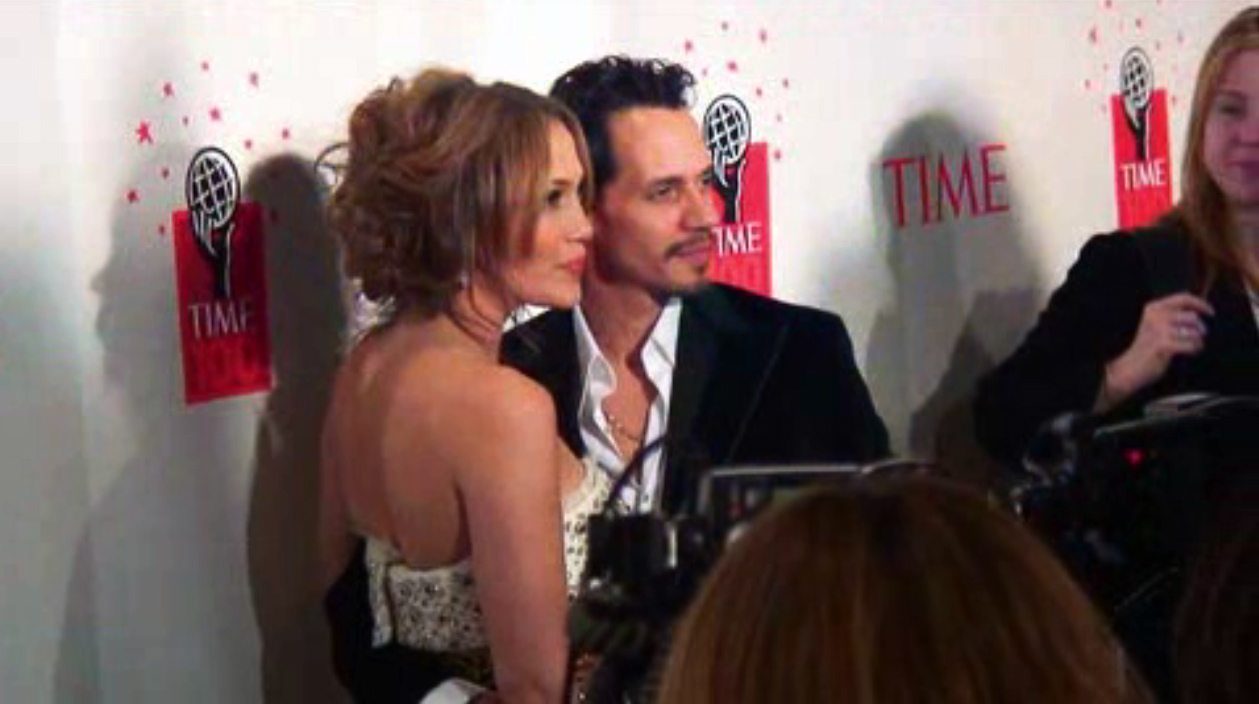
مارک آنتونی و جنیفر لوپز در سال ۲۰۰۶

مارک آنتونی و جنیفر لوپز با توجه به ملیت مشترکی که داشتند و هر دو اصلیت پورتوریکویی داشتند مدت‌های طولانی با هم دوست بودند. در سال ۲۰۰۴ پس از بازی لوپز در فیلم Shall We Dance آنتونی که به تازگی از همسر پیشینش جدا شده بود با جنیفر لوپز که او نیز به همین وضع بود پیشنهاد ازدواج را داد و این دو نفر۵ جون ۲۰۰۴ با یک دیگر ازدواج کردند. مارک و جنیفر در ۱۵ ژوئیه ۲۰۱۱ از هم جدا شدند.

## جوایز

### جایزه گرمی
۱۹۹۶: برنده بهترین آلبوم لاتین
۲۰۰۵: برندهٔ بهترین آلبوم لاتین پاپ

### جایزه لاتین گرمی
۲۰۰۰: برنده بهترین آهنگ سال
۲۰۰۵: برنده بهترین آلبوم سالسا
۲۰۰۸: برنده بهترین آلبوم سالسا
۲۰۱۳: برنده بهترین آهنگ سال